# Qualitätsmanagement
Qualitätsmanagement (QM) beschreibt die systematische Planung und Steuerung von Abläufen mit Blick auf deren Qualität. Qualitätsmanagement ist dafür zuständig, dass Tätigkeiten und Maßnahmen darauf abzielen, eine geforderte Produkt- oder Dienstleistungsqualität zu erreichen. Das QM bezeichnet in der Wirtschaft eine Funktion (Management) und alle organisatorischen Maßnahmen, die der Überwachung und Verbesserung der Prozessqualität, der Arbeitsqualität und damit der Produkt- und Dienstleistungsqualität dienen.

## Allgemeines
Der Begriff Leistungen umfasst im QM die Dienstleistungen, geht aber über den üblichen Begriff hinaus und betrifft vor allem die innerorganisatorischen Leistungen. Qualitätsmanagement ist eine Kernaufgabe des Managements mit dem Ziel, am Qualitätswettbewerb teilzunehmen. In Wirtschaftszweigen wie der Luft- und Raumfahrt, Automobilindustrie, Medizintechnik, Teilen der Gesundheitsversorgung, der medizinischen Rehabilitation oder der Arznei- und Lebensmittelherstellung ist ein Qualitätsmanagementsystem vorgeschrieben.
Bereits seit etwa 1900 wurden verschiedene Modelle zur Standardisierung des Qualitätsmanagements entwickelt.

## Einsatz
Die Wirtschaftswissenschaften sehen Qualitätsmanagement als Teilbereich des funktionalen Managements, mit dem Ziel, die Effektivität und Effizienz einer Arbeit (Arbeitsqualität) oder von Geschäftsprozessen zu erhöhen. Dabei sind materielle und zeitliche Vorgaben zu berücksichtigen sowie die Qualität von Produkt oder Dienstleistung zu erhalten oder weiterzuentwickeln.
Inhalte sind etwa die Optimierung von Kommunikationsstrukturen, professionelle Lösungsstrategien, die Erhaltung oder Steigerung der Zufriedenheit von Kunden oder Klienten sowie der Motivation der Belegschaft, die Standardisierungen bestimmter Handlungs- und Arbeitsprozesse, Normen für Produkte oder Leistungen, Dokumentationen, Berufliche Weiterbildung, Ausstattung und Gestaltung von Arbeitsräumen.
Bei der Gestaltung von Arbeitsabläufen in Organisationen soll Qualitätsmanagement sicherstellen, dass Qualitätsbelange den zugewiesenen Platz einnehmen. Qualität bezieht sich dabei sowohl auf die vermarkteten Produkte und Dienstleistungen, als auch auf die internen Prozesse der Organisation und ist definiert als das Maß, in dem das betrachtete Produkt oder der betrachtete Prozess den Anforderungen genügt. Diese Anforderungen können explizit definiert sein, sie können aber auch implizit vorausgesetzt werden (Erwartungen).
Qualitätsmanagement führt somit nicht zwangsläufig zu einem höherwertigen Ergebnis, sondern zielt auf die Sicherstellung der vorgegebenen Qualität. Auch der Herstellungsprozess eines Billigprodukts kann einem vollständigen Qualitätsmanagement unterliegen. Qualitätszertifizierungen etwa nach ISO sagen somit nichts über die Produktqualität aus, wie teilweise durch Werbung suggeriert, sondern nur über das Qualitätsmanagement im Herstellungsprozess.

## Historische Entwicklung
| Zeit    | Schlagwort                                            | Beschreibung                            | Vorreiter                                                                |
| ------- | ----------------------------------------------------- | --------------------------------------- | ------------------------------------------------------------------------ |
| um 1900 | Qualitätskontrolle                                    | Aussortieren von fehlerhaften Produkten | Ford, Taylor                                                             |
| um 1930 | Qualitätsprüfung                                      | Steuerung basierend auf Statistiken     | Walter A. Shewhart z. B. Regelkarten                                     |
| um 1960 | Qualitätsmaßnahmen im ganzen Unternehmen              | Vorbeugende Maßnahmen                   | Genichi Taguchi, W.E. Deming                                             |
| um 1964 | Null-Fehler-Programm des US-Verteidigungsministeriums | Ziel der Perfektion                     | Philip B. Crosby                                                         |
| um 1985 | Null-Fehlerstrategie                                  | Six Sigma                               | General Electric, Motorola                                               |
| 1988    | EFQM-Modell                                           | neun ganzheitliche Kriterien            | EFQM                                                                     |
| um 1990 | umfassendes Qualitätskonzept                          | Integration von Teilkonzepten           | Ishikawa 5-Why Six-Sigma                                                 |
| 1995    | Total-Quality-Management                              | Qualität als Systemziel                 | W.E. Deming, Malcolm Baldrige KVP kontinuierlicher Verbesserungs-Prozess |

## Modelle und Standards
Es gibt eine Reihe von Qualitätsmanagementnormen, welche als Rahmen oder auch als verpflichtende Vorgabe für die Etablierung eines Qualitätsmanagementsystems herangezogen werden. Die Nutzung der verschiedenen Qualitätsstandards zeigt starke regionale und branchenspezifische Unterschiede. Vor allem asiatische und angelsächsische Hersteller, insbesondere in der Industrie, haben Qualitätsmanagementmethoden eingeführt, (siehe auch Qualitätsmodell nach Donabedian).

### EFQM und ISO 9001
Die bekanntesten Qualitätsmanagementmodelle sind das EFQM-Modell (European Foundation for Quality Management-Modell) sowie die ISO 9001, die beide Schnittmengen in der Prozessorientierung haben.
Das EFQM-Modell ist europäisch ausgerichtet und ermöglicht ebenso ein Zertifikat durch einen Auditor – wie das der EN ISO 9001. Es ist im Gegensatz zur ISO 9001:2015 ein Wettbewerbsmodell, welches nicht auf die Erfüllung von Vorgaben, sondern auf die Selbstverantwortung in der Bewertung abzielt. Zentrales Anliegen des EFQM-Modells ist die stetige Verbesserung mittels Innovation und Lernen in allen Unternehmensteilen und in Zusammenarbeit mit anderen EFQM-Anwendern. Es orientiert sich laufend an weltbesten Umsetzungen, so dass es für ein Unternehmen nie möglich ist, die Maximalpunktzahl zu erreichen. Es besteht somit im Vergleich zur ISO 9001:2008 eine größere Motivation für weitere Verbesserungen. EFQM lässt sich nicht nur auf Wirtschaftsunternehmen, sondern auch auf Dienstleistungs- und soziale Einrichtungen anwenden. Die Revision ISO 9001:2015 folgt dem Ansatz des EFQM-Modells in Bezug auf ständige Verbesserung sowie Risikomanagement sowohl auf operativer als auch strategischer Ebene.

### Spezielle Modelle
- Neuere Qualitätsstandards wie IATF 16949:2016 orientieren sich stärker an den schon lange bekannten und fundierten Methoden der Begründer des industriellen Qualitätsgedankens (W. Edwards Deming, Walter A. Shewhart).
- Für den öffentlichen Sektor wurde in Europa das auf EFQM aufbauende CAF (Common Assessment Framework)-Modell entwickelt.
- Für Organisationen mit Entwicklungsaufgaben (interne IT-Abteilungen, Auto-Entwicklung, Maschinen-Entwicklung) gibt es das Capability Maturity Model Integration (CMMI) als ein spezialisiertes Prozessmodell. Durch die spezifische Ausrichtung auf Entwicklungsorganisationen kann CMMI detaillierter auf einzelne Prozessaspekte eingehen.
- In der Produktion werden statistische Mittel verwendet, um den Herstellungsprozess zu überwachen. Zu den darauf aufbauenden Qualitätsstrategien gehört auch Six Sigma.
- Im Projektmanagement werden ebenfalls eigene Qualitätsmanagementverfahren eingesetzt, siehe Qualitätsmanagement im Projektmanagement.
- Speziell für Architektur- und Ingenieurbüros wurde in Zusammenarbeit mit dem TÜV Rheinland 2007 das QualitätsZertifikat Planer am Bau („QZ Planer am Bau“ ist eingetragene Wortmarke beim Deutschen Patent- und Markenamt) entwickelt.
- Die strengsten Zertifizierungen sind jene der Automobilindustrie, wie die IATF16949:2016 oder deren Vorgänger QS-9000 und VDA 6.1.
- Eigene Standards sind vorgesehen in der Medizin und der Medizintechnik, wie unter Qualitätsmanagement in der Medizin beschrieben, sowie
  - im Weiterbildungsbereich,
  - in der Luft- und Raumfahrt und
  - in Kernkraftwerken.

## Bewertung
Viele Qualitätsmanagementmodelle unternehmen den Versuch, die Prozesse objektiv bewertbar zu machen. Dabei sind zwei grundlegend verschiedene Ansätze zu unterscheiden:
a) Zertifizierbare Normen mit definierten Mindestanforderungen an ein wirksames Qualitätsmanagementsystem, beispielsweise die EN ISO 9001, die durch Audits bewertet werden.
b) Selbstbewertung des eigenen Qualitätsmanagementsystems und Benchmarking zwischen Wettbewerbern um einen Qualitätspreis, beispielsweise den EFQM Excellence Award der European Foundation for Quality Management (Wirtschaft) oder den Speyerer Qualitätswettbewerb (für den öffentlichen Sektor).

### Kritik
Kritisch wird häufig kommentiert, dass nur extern auditierte und zertifizierte Qualitätsmanagementmodelle objektiven Kriterien standhalten, da bei einer Selbstbewertung oftmals zugunsten der eigenen Situation bewertet wird. Von Auditoren ausgestellte Zertifikate, beispielsweise die drei möglichen Zertifikate der EFQM, legen daher einen Schwerpunkt auf externe Audits anstelle von Selbstbewertungen.
Die Sozialwissenschaftlerin Bettina Warzecha vertritt den Standpunkt, dass sich komplexe Arbeitsabläufe nicht durch Kennzahlen abbilden lassen. Prozessorientierung, Beherrschbarkeit und Null-Fehler-Abläufe erklärt sie unter einer wissenschaftstheoretischen Perspektive als moderne Mythen.
Der Sozial- und Wirtschaftswissenschaftler Paul Reinbacher qualifiziert Qualitätsmanagement als Kitsch, da es Komfortzonen schaffe, in denen Erwartungen erfüllt, aber keine neuen Impulse generiert werden. In diesem Sinne sei Qualitätsmanagement tendenziell konservativ statt innovativ.
Auch ein funktionierendes QM-System gibt keinen Aufschluss darüber ob die Produkte oder Dienstleistungen dem allgemeinen Qualitätsverständnis entsprechen und somit von hoher Qualität sind.

## Struktur
Qualitätsmanagement ist ein selbstreferenzieller Prozess, das heißt, die Verfahren zur Verbesserung des jeweiligen Gegenstands lassen sich auch auf den Qualitätsmanagementprozess selbst anwenden.

### Management
Im QM als Managementaufgabe werden festgelegt:
- Qualitätspolitik
- Ziele
- Verantwortungen

Dabei liegt es im Interesse des Managements, eindeutige Beschreibungen niederzulegen, andernfalls kann es persönlich für die durch das Produkt eingetretenen Schäden zur Verantwortung gezogen werden.
Die DIN EN ISO 9001:2015 sieht eine in regelmäßigen Abständen durchzuführende Bewertung des Qualitätsmanagementsystems durch die oberste Leitung, also die Geschäftsführung vor. Es werden keine einzelnen Personen bewertet, sondern nur das System. Ferner wird davon abgeraten, die Bewertung des QMS durch den eigenen Qualitätsmanagementbeauftragten (QMB) durchzuführen, denn eine Selbst-Bewertung hat wenig Sinn.
In den Vorgaben der Norm wird gefordert, dass die Bewertung in „regelmäßigen Abständen“ stattfinden soll, in der Praxis wird die Bewertung im Jahresrhythmus vorgenommen. In der Bewertung des Qualitätsmanagementsystems wird der Frage nachgegangen, ob das QMS in Leistung und Wirksamkeit den aktuellen Ansprüchen gerecht wird oder eine Anpassung nach Kapitel 9.3.2 der ISO-Norm empfehlenswert ist. Inhaltlich gilt es, Rückschlüsse auf die Kundenzufriedenheit zu ziehen, oder ob es Veränderungen der internen und externen Anspruchsgruppen für das Unternehmen bedarf, sowie ein Resümee über Leistungen externer Anbieter und Ergebnisse von Überwachungen und Messungen.
Die Ergebnisse der Bewertung fließen in die aktuellen und die folgenden Auditberichte ein.

### Regelkreis des Qualitätsmanagements
Großer Wert wird auf die kontinuierliche Verbesserung der Prozesse gelegt. Erfahrungen daraus fließen wieder zurück in die Planung, so dass ein Regelkreis (Demingkreis) entsteht:
- Qualitätsplanung – es wird ein Ist-Zustand ermittelt und die Rahmenbedingungen für das Qualitätsmanagement festgelegt. Danach werden Konzepte und Abläufe erarbeitet.
- Qualitätslenkung – die in der Planphase gewonnenen Ergebnisse werden umgesetzt (QFD, FMEA).
- Qualitätssicherung – Auswerten qualitativer und quantitativer Qualitätsinformationen (Kosten-Nutzen-Betrachtungen, Überprüfen von gemachten Annahmen).
- Qualitätsgewinn – aus vorheriger Phase gewonnene Informationen werden für Strukturverbesserungsmaßnahmen und Prozessoptimierung eingesetzt. Erfolge und Ergebnisse werden kommuniziert.

### Kernaufgaben in Unternehmen
Zu den Kernaufgaben des Qualitätsmanagements in Unternehmen zählt oft:
- Prozessmanagement
- Reklamationsmanagement (z. B. Bearbeitung von Kundenreklamationen, technische Bearbeiten von Reklamationen gegen Lieferanten, Verringerung der internen Reklamationen: Produktionsfehler / Prozessfehler)
- Lieferantenmanagement
- Verbesserungsmanagement (z. B. mit CAPA und KVP)
- Risikomanagement (z. B. mit FMEA)
- Vorbereiten des Managementreports (und Erfassen und Definieren von Kennzahlen und Vergleich gegen Zielvorgaben)
- Dokumentenmanagement (umfasst z. B. Vorgabedokumente: Dokumente mit anweisendem Charakter und Dokumente mit nachweisendem Charakter)
- Prüfmittelmanagement
- Validierungen und Prozessfähigkeitsuntersuchung
- Auditierung (interner Audits, externe Audits)
- Wissensmanagement